# Monte Schiappone
Il Monte Schiappone è una collina dell'isola d'Elba. 

## Descrizione
Situata nella parte occidentale dell'isola, raggiunge un'altezza di 293 metri sul livello del mare e sovrasta il paese di Pomonte.
Il toponimo, attestato dal 1820, deriva dal latino scopulus («rupe»), in riferimento alle scoscese formazioni monzogranitiche della vetta.